# Mansilla de las Mulas
Mansilla de las Mulas é um município da Espanha na província de León, comunidade autónoma de Castela e Leão, de área 35,36 km² com população de 1946 habitantes (2007) e densidade populacional de 51,22 hab/km².

## Demografia
| Variação demográfica do município entre 1991 e 2004 | Variação demográfica do município entre 1991 e 2004 | Variação demográfica do município entre 1991 e 2004 | Variação demográfica do município entre 1991 e 2004 |
| --------------------------------------------------- | --------------------------------------------------- | --------------------------------------------------- | --------------------------------------------------- |
| 1991                                                | 1996                                                | 2001                                                | 2004                                                |
| 1735                                                | 1785                                                | 1754                                                | 1811                                                |